# Jules d’Anethan
Báró Jules Joseph d’Anethan (Brüsszel, 1803. április 23. – Brüsszel, 1888. október 8.) belga politikus és államférfi, 1870–1871 között Belgium miniszterelnöke.

## Pályafutása
A Belga Katolikus Párt tagjaként előbb a belga képviselőház, majd a szenátus tagja, utóbbinak elnöke. Első kormányzati pozícióját 1843-ban kapta, Sylvain Van de Weyer kormányában igazságügyi miniszter volt, majd ugyanezt a posztot töltötte be a következő kormányban Barthélémy de Theux de Meylandt vezetése alatt 1847-ig. 1846-ban rövid ideig hadügyminiszter, 1860 - 1865 között I. Lipót belga király, majd 1865 - 1866 között II. Lipót belga király személyi titkára.
1870. július 2-án II. Lipót belga király felkérésére alakította meg kormányát, amelyben a külügyminiszteri és hadügyminiszteri posztot is betöltötte. Bár a király követeléseinek ellenére távol tartotta Belgiumot az 1870-es porosz–francia háborútól, de mégis kompromisszumot kellett kötnie a királlyal: a Lipót által követelt katonai reformok (mint pl. az általános hadkötelezettség bevezetése, az antwerpeni és termondei erődök felépítése) végrehajtását vállalta a kormány, viszont nem egyeztek bele a választójog kiszélesítésébe. D’Anethan miniszterei azonban élesen ellenezték a király által kikényszerített katonai reformokat. Amikor Limburg tartomány kormányzójának, Pierre de Decker-nek kinevezése után lázongások törtek ki, a király felhasználta az alkalmat és a vele szemben álló miniszterek lemondását követelte, mire szolidaritásból d’Anethan 1871. december 7-én felajánlotta az egész kormány lemondását.
Ezt követően kinevezték Belgium vatikáni nagykövetének, és ezt a posztot 1880-ig töltötte be, amikor az első iskolaháború következményeként Walthère Frère-Orban miniszterelnök megszakította a diplomáciai kapcsolatokat a Szentszékkel és visszahívta országa nagykövetét. Ezt követően a belga szenátus tagja, majd 1884–1885 között elnöke lett, ezzel egyidőben Leuven polgármestere is volt.

## A d’Anethan-kormány tagjai
| Miniszteri tiszt       | Név                         | Párt      |
| ---------------------- | --------------------------- | --------- |
| Külügyminiszter        | Jules Joseph d’Anethan      | Katolikus |
| Belügyminiszter        | Joseph Kervyn de Lettenhove | Katolikus |
| Igazságügyminiszter    | Prosper Cornesse            | Katolikus |
| Pénzügyminiszter       | Pierre Tack                 | Katolikus |
| Közmunkaügyi miniszter | Victor Jacobs               | Katolikus |
| Hadügyminiszter        | Henri Guillaume             | tábornok  |

### Változások
- 1870. július 24.
  - Jules Malou- kinevezték tárca nélküli miniszternek.
- 1870. augusztus 3.
  - Pierre Tack lemondott a pénzügyminiszteri tisztségről, utóda Victor Jacobs.
  - Victor Jacobs lemondott a közmunkaügyi miniszteri posztról, utóda ideiglenesen Jules Joseph d’Anethan.
- 1870. szeptember 12.
  - Armand Wasseige lesz az új közmunkaügyi miniszter.
- 5 december 1870
  - Jules Malou lemond a tárca nélküli miniszteri posztról.

## Fordítás
- Ez a szócikk részben vagy egészben  a   Jules d'Anethan című francia Wikipédia-szócikk fordításán alapul.  Az eredeti cikk szerkesztőit annak laptörténete sorolja fel. Ez a jelzés csupán a megfogalmazás eredetét és a szerzői jogokat jelzi, nem szolgál a cikkben szereplő információk forrásmegjelöléseként.